# Friedrich Braun (Theologe)

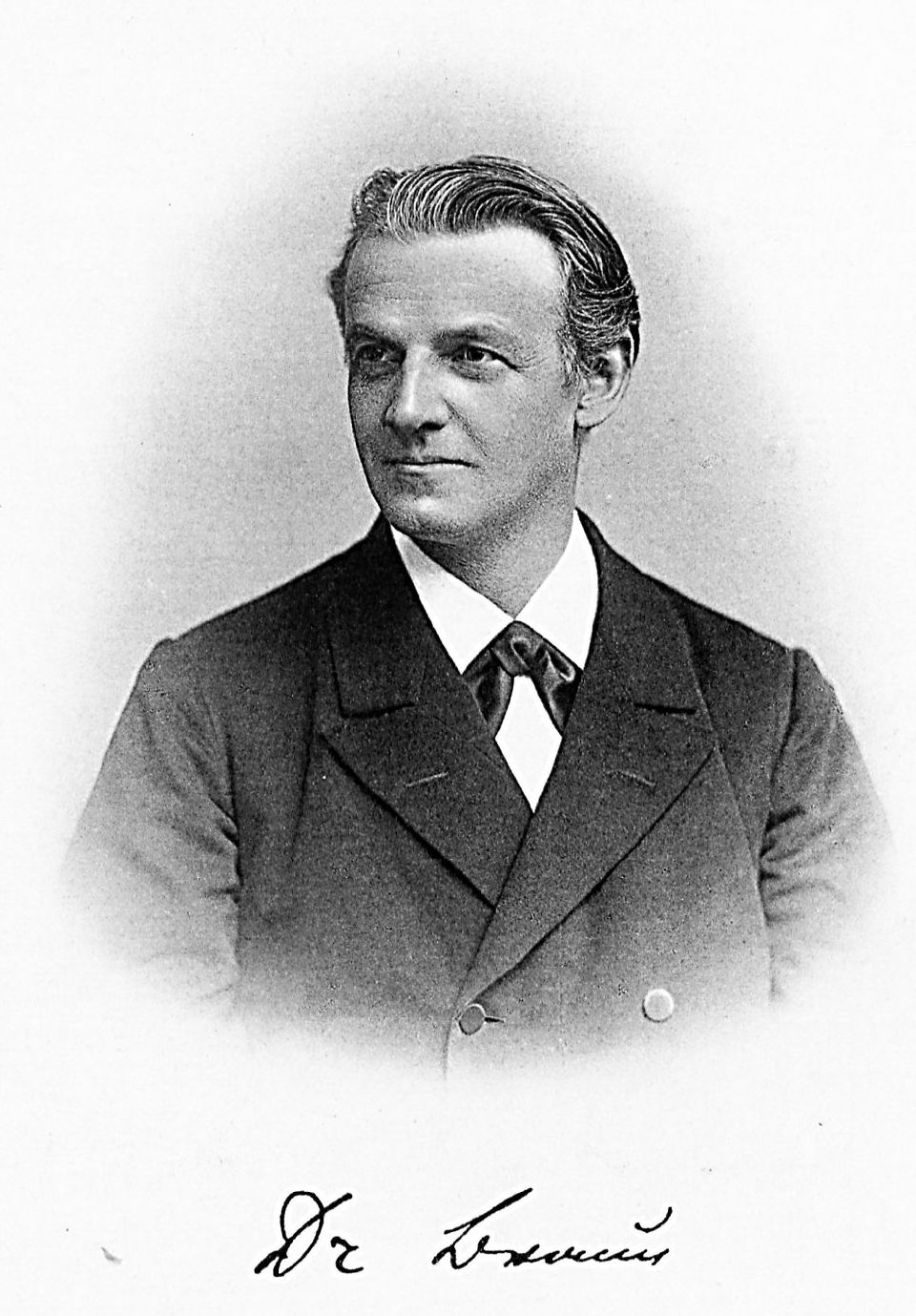
Friedrich Braun

Friedrich von Braun (* 18. November 1850 in Kirchheim unter Teck; † 31. Mai 1904 in Jerusalem) war ein deutscher lutherischer Theologe.

## Leben
Friedrich Braun war das 6. von 8 Kindern des Oberpräzeptors Johann Friedrich Braun und dessen Ehefrau Elise Thusnelda Friederika, geb. Stumpp aus Kirchheim unter Teck. Nach dem Besuch eines Gymnasiums in Stuttgart studierte er an der Eberhard Karls Universität Tübingen Evangelische Theologie und war darauf für kurze Zeit in Leonberg als Vikar tätig. Anschließend führte ihn eine Studienreise nach Berlin und England. Später übernahm er weitere Vikariate in Ravensburg sowie in Stuttgart. Als Repetent am Stift Tübingen setzte man ihn im Jahr 1876 ein und drei Jahre darauf übernahm er eine Pfarrstelle in Eßlingen am Neckar. Seit dem Folgejahr bekleidete er das Amt des Hofkaplans in Stuttgart. Im Jahr 1887 wurde er Hofprediger und 1896 schließlich Konsistorialrat. Im Folgejahr wurde er Stadtdekan sowie erster Pfarrer der Stuttgarter Hospitalkirche.
Braun leitete seit 1890 den Württembergischen Hauptverein der Gustav-Adolf-Stiftung und seit 1894 den süddeutschen Jünglingsbund. Darüber hinaus hatte er dem Komitee der Württembergischen Bibelanstalt und des Württembergischen Zentralausschusses für entlassene Strafgefangene angehört und war zweiter Vorsitzender des Vereins zur Bekämpfung der Notstände auf dem Lande.
Im September 1894 gründete Braun in Stuttgart ein Lokalkomitee des Jerusalemsvereins, das sich ganz besonders auf die Unterstützung der evangelischen Gemeinde Jaffa verlegte. Ein Gros ihrer Mitglieder waren Württemberger und deren Nachfahren, die nach ihrem Austritt aus der württembergischen Landeskirche Templer geworden und ins Heilige Land gezogen waren. In Jaffa waren sie nun aber zurückgekehrt, wenn auch nicht in die lutherische württembergische, so doch in die unierte Evangelische Kirche der älteren Provinzen Preußens.
Unter Brauns Leitung bewilligten das Stuttgarter Lokalkomitee und die lutherische Evangelische Landeskirche in Württemberg der Gemeinde Jaffa das Gehalt für einen evangelischen Pastor. Als Finanziers wollten sie einen württembergischen Pastor und fanden Albert Eugen Schlaich aus Korntal. Schlaich war studierter Theologe und Volksschulpädagoge.
Im Jahr 1898 ging Braun mit auf die Palästinareise Kaiser Wilhelms II. nach Jerusalem zur Einweihung der dortigen deutschen evangelischen Erlöserkirche am Reformationstage (31. Oktober). Am 2. November wohnte Braun in Jaffa der Grundsteinlegung für die evangelische Kirche bei und hielt die Festrede. Bei der Gelegenheit spendete er selbst 10.000 Mark (ℳ) für den Bau.
Zurück in Stuttgart begann Braun eine Spendenaktion für den Bau u. a. unterstützt von Großfürstin Wera Konstantinowna Romanowa, Nichte und Adoptivkind des verstorbenen württembergischen Königspaars Olga und Karl I. Die Eheleute Braun allein spendeten nochmals 25.000 ℳ.

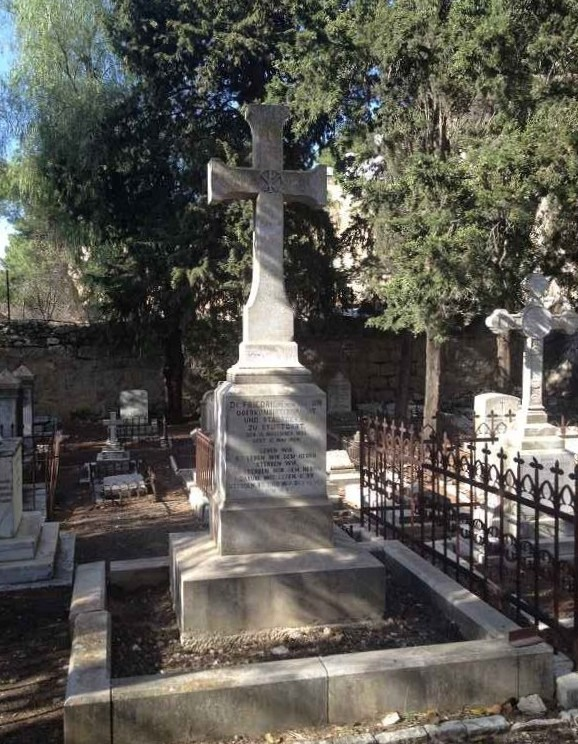
Brauns Grab auf dem Zionsfriedhof in Jerusalem

Die Einweihung der fertiggestellten Immanuelkirche war für Pfingsten 1904 (22. Mai) geplant, wozu Braun als größter Einzelspender im Auftrag des Jerusalemsvereins aus Stuttgart anreiste. Unglücklicherweise erkrankte er gleich nach seiner Ankunft im Heiligen Land an Ruhr und starb am 31. Mai 1904 in Jerusalem im Krankenhaus. Er wurde auf dem anglo-preußischen anglikanisch-protestantischen Zionsfriedhof auf dem Berg Zion bestattet, nahe dem Grab Bischof Samuel Gobats.
Nach dem tragischen Tode Brauns wurde die Einweihung der Immanuelkirche auf Montag, den 6. Juni, verschoben und insgesamt nüchtern gehalten. Am 6. Juni im Jahr darauf feierte Theodor Schneller in der Immanuelkirche einen Gedenkgottesdienst für Braun und eine ihm gewidmete Gedenktafel wurde an der Außenmauer angebracht.

## Familie
Friedrich Braun war seit dem 20. Mai 1880 mit Bertha Auguste Dorothea, geb. Neeff (* 4. August 1853) in Stuttgart verheiratet.

## Werke
- Luther im deutschen Liede (1883)
- Glaubenskämpfe und Friedenswerke (1885)
- Wer ist frei? (1886)
- Wichern und Werner (1888)
- Gewissensfreiheit und kirchliche Ordnung. Vortrag. Steinkopf Verlag, Stuttgart 1893.